# Diocèse de Ross
Ne pas confondre avec l'ancien diocèse de Ross (Irlande)

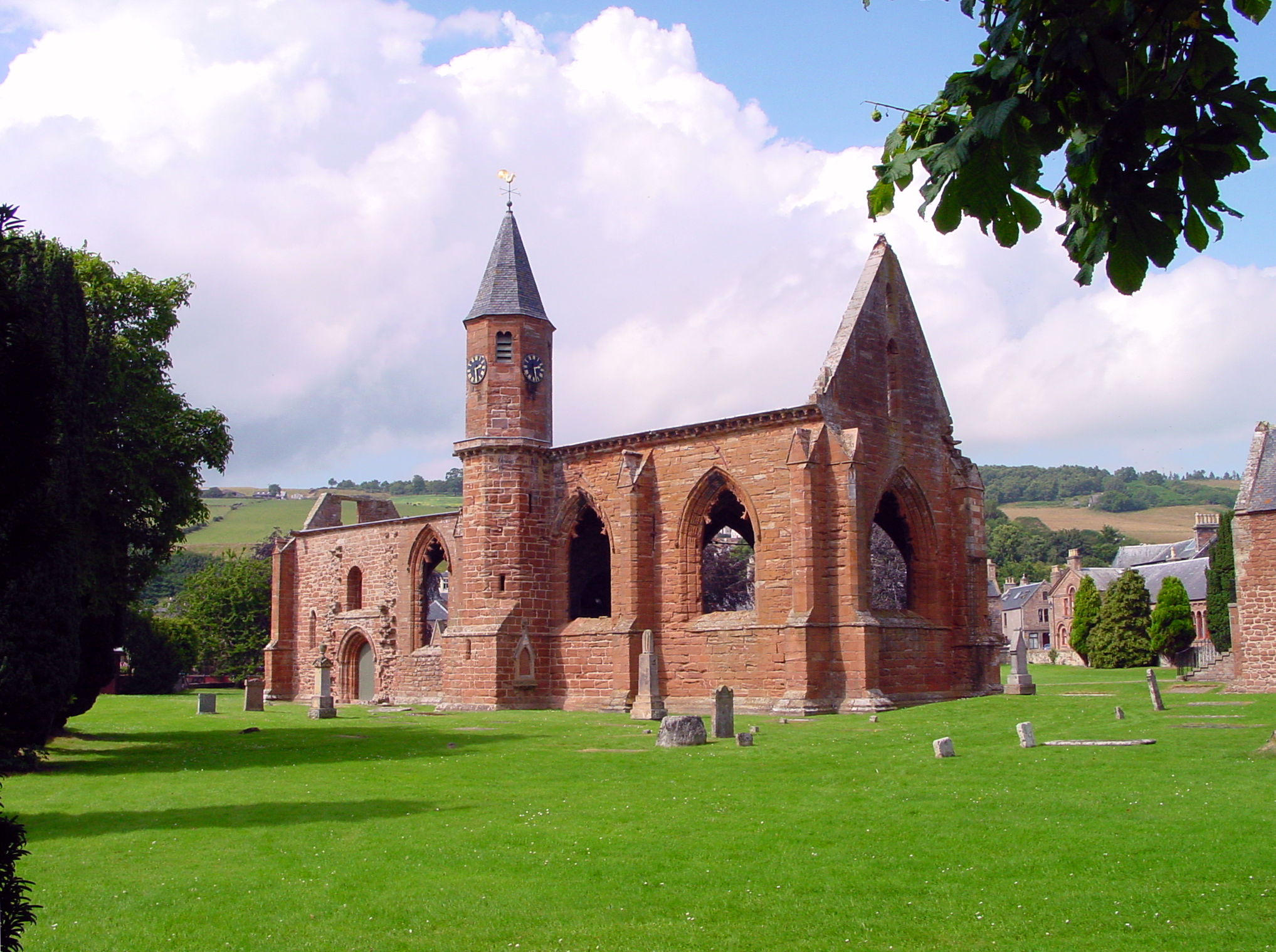
Vestige de la.

Le diocèse de Ross (en anglais : diocese of Ross) est un ancien diocèse de l'Église catholique en Écosse. Érigé au VIIIe siècle, son siège était la cathédrale de Fortrose, dans le Ross-shire, le comté historique de Ross. Il était suffragant de l'archidiocèse de Saint Andrews (aujourd'hui, l'archidiocèse de Saint Andrews et Édimbourg). Supprimé au XVIe siècle, il est rétabli, en 1974, comme siège épiscopal titulaire. Depuis 2005, Paul Hendricks, évêque auxiliaire de Southwark, est l'évêque titulaire de Ross.

## Histoire
Le diocèse de Ross est érigé XIIe siècle. Le premier évêque connu est Macbeth de Rosemarkie, en 1131.
En 1472, le diocèse de Ross devient suffragant de l'archidiocèse de Saint Andrews.
À la suite de la Réforme écossaise de 1560, l'Église d'Écosse abolit l'épiscopat. Mais l'Église catholique continue de nommer des évêques.
Le dernier évêque catholique de Ross est John Lesley.

## Évêques
- 1481-1483 : William Elphinstone[1]
- 1483- : Thomas Hay[2]
- 1492-1494 : John Guthrie[3]
- 1498-1507 : John Frisel[4]
- 1507-1524 : Robert Cockburn[5]
- 1524-1538 : James Hay[6]
- 1539-1545 : Robert Cairncross[7]
- 1547-1558 : David Paniter[8]
- 1561-1565 : Henry Sinclair[9]
- 1575-1592 : John Lesley[10]

## Évêques titulaires
- 1974-1979 : Louis-de-Gonzague Langevin, évêque auxiliaire de Saint-Hyacinthe[11]
- 1980-1985 : Marcel André J. Gervais, évêque auxiliaire de London[12]
- 1985-1988 : Donald William Wuerl, évêque auxiliaire de Seattle [13]
- 1988-1994 : William George Curlin, évêque auxiliaire de Washington[14]
- depuis 2005 : Paul Hendricks (en), évêque auxiliaire de Southwark[15]